# It's a Funky Thing to Do
| Recensione | Giudizio |
| ---------- | -------- |
| AllMusic   | [ 1 ]    |

It's a Funky Thing to Do è un album discografico del sassofonista jazz statunitense Hank Crawford, pubblicato dall'etichetta discografica Cotillion Records nel 1971.

## Tracce

### LP
Lato A
1. It's a Funky Thing to Do – 3:31 (Alfred Pee Wee Ellis)
2. If Ever I Should Leave You – 4:31 (Alan Jay Lerner, Frederick Loewe)
3. Hills of Love – 5:15 (James Shaw, Carlos Malcolm)
4. Sophisticated Soul – 4:35 (Hank Crawford)

Lato B
1. You're the One – 4:20 (Adolph Smith)
2. Parker's Mood – 6:21 (Charlie Parker)
3. Kingsize Man – 5:55 (Hank Crawford)

## Musicisti
- Hank Crawford - sassofono alto
- Eric Gale - chitarra
- Cornell Dupree - chitarra
- Richard Tee - pianoforte, organo, pianoforte elettrico
- Alfred Pee Wee Ellis - pianoforte elettrico (brano: It's a Funky Thing to Do)
- Chuck Rainey - basso elettrico
- Ron Carter - basso elettrico
- Bernard Purdie - batteria

Note aggiuntive
- Joel Dorn - produttore
- Registrazioni effettuate il 10 dicembre 1970 al Regent Sound Studios di New York City, New York
- Bob Liftin - ingegnere delle registrazioni
- Lewis Hahn - ingegnere del remixaggio
- Jim Cummins - fotografia copertina album originale
- Loring Eutemey - design copertina album originale[2]